# شارلوت لينوكس
شارلوت لينوكس (بالإنجليزية: Charlotte Lennox)‏ (1730، جبل طارق في المملكة المتحدة - 4 يناير 1804، لندن في المملكة المتحدة)؛ مؤلِّفة، كاتِبة مسرحية، شاعرة، مترجمة وروائية بريطانية-أمريكية.

## روابط خارجية
- شارلوت لينوكس على موقع الموسوعة البريطانية (الإنجليزية)